# Metadiaptomus capensis
Metadiaptomus capensis é uma espécie de crustáceo da família Diaptomidae.
É endémica da África do Sul.